# Златогрудый эубукко
Златогрудый эубукко (лат. Eubucco richardsoni) — вид птиц семейства бородатковых. Видовое латинское название дано в честь шотландского натуралиста Джона Ричардсона (1787—1865).
Вид распространён в Южной Америке. Встречается в Колумбии, на востоке Эквадора, севере Перу и западе Бразилии. Обитает в тропическом дождевом лесу и на нижней границе горного леса на высоте до 1375 м над уровнем моря.
Птица длиной до 15,5 см, массой 24—34 г. У самца верх головы красного, затылок голубого, верхняя часть тела зелёного, грудь оранжево-красного, а горло лимонного цвета. Самка менее яркая, верх головы и затылок серо-зелёного, горло белого и грудь оранжево-золотистого цвета. Самец подвида E. r. nigriceps имеет чёрное лицо и темя.
Живёт в подлеске. Питается фруктами и насекомыми.